# 組織胺
組織胺是一種有機含氮的環狀化合物。
组胺參與局部免疫反應和炎症反應，並作為瘙癢介體中心，具有調節腸道生理功能的作用。它还是一种神經遞質。組織胺由嗜鹼性球和附近結締組織肥大細胞產生。它也可以增加微血管對白血球和某些蛋白質的通透性，允許白血球从微血管进入感染組織並吞噬其中的病原體。组织胺廣泛存在於动植物组织中，可以人工合成。

## 属性
组织胺的磷酸盐为无色结晶或白色结晶性粉末，易溶于水。它是一種活性胺化合物，化學式是{\displaystyle {\ce {C5H9N3}}}，分子量是111。
组胺對熱非常稳定，不容易以加熱方式加以破壞，一旦產生就不容易去除。 在鹼性條件下比較不稳定而可以被破壞。
组胺与H1和H2组胺受体发生作用，能提高胃酸分泌，使各种平滑肌发生痉挛，并擴張毛细血管，增加通透性。组胺是一个亲水性的血管活性（Vasoactive）胺。作為身體內的一種化學傳導物質，它可以影響許多細胞的反應，包括過敏、發炎反應等，也可以影響腦部神經傳導，造成嗜睡等症状发生。
组胺是导致花粉过敏的重要介质。从基本免疫反应来看，花粉过敏属于抗体IgE介导的炎性反应。当机体接触过敏原后会产生一种IgE抗体，它吸附在组织肥大细胞、嗜碱性粒细胞表面，使机体处于致敏状态。当人体再次接触相同过敏原时，这些过敏原就会和IgE抗体结合，引起上述两种细胞脱颗粒并释放其中的介质。组胺作为其中介质之一可使小血管扩张、血管通透性增加、外分泌活动加强，是患者鼻黏膜水肿、鼻呼吸阻力增加、分泌物增多的重要物质基础。

组织胺的互变异构体。

## 合成和代谢
组织胺是通过L-组氨酸脱羧酶催化的反应的脱羧从组氨酸得到的，它是一个亲水性的血管活性（Vasoactive）胺。
组胺是广泛存在于哺乳类、爬虫类、鸟类组织中的一种生物活性胺，早在1907年人类就实现了组胺的化学合成，3年之后Dale首先发现了组胺的扩张血管作用，后来人们才逐渐意识到它在过敏与发炎的调节上也扮演着很重要的角色。组胺在人体内的合成并不复杂，它是通过L-组氨酸脱羧酶催化的反应的脱羧从组氨酸得到的。利用组氨酸作为原料，在组氨酸脱羧酶的作用下即可合成组胺。组胺在人体内最终代谢产物是醋酸咪唑和甲基咪唑乙酸。

组氨酸脱羧酶能转变組氨酸到組織胺。

根据组胺的作用机制，人们发明了抗组胺药物（H1受体拮抗剂），H1受体拮抗剂通过竞争性地与H1受体结合，阻止已经释放的组胺到达作用部位进而发挥生理作用。自1937年意大利的巴斯德研究所合成第一个抗组胺药至今，抗组胺药的种类日渐增多，疗效不断提高，不良反应也在不断完善。

## 儲存與释放

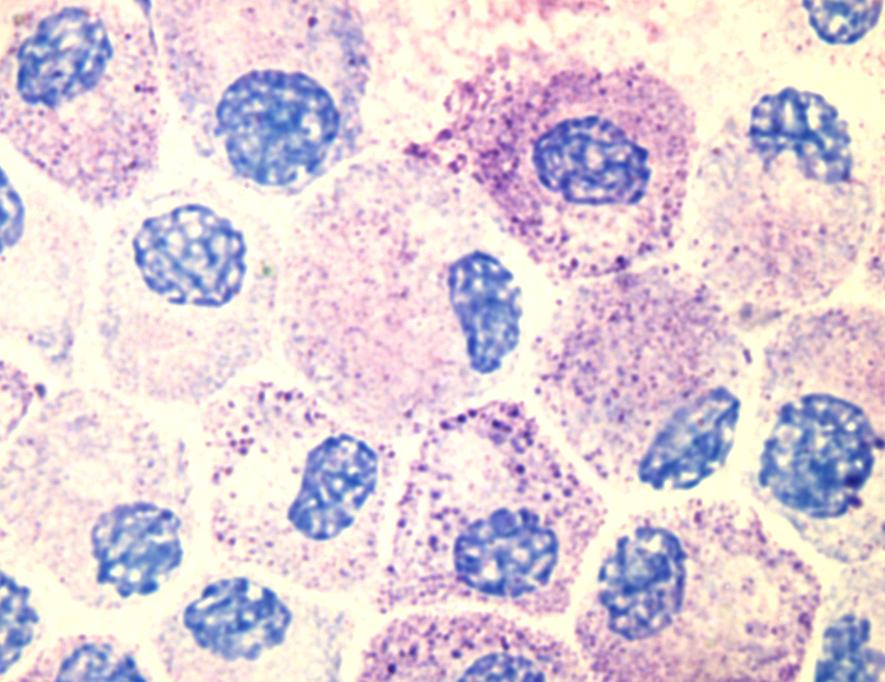
肥大細胞.

組織胺存在於肥大細胞內，亦存在於肺、肝及胃的粘膜組織內。
它在過敏與發炎的調節上扮演着很重要的角色。組織胺屬於一種化學訊息，亦是胺能神經遞質，參與中樞與週邊的多重生理功能。在中樞系統中，組織胺由特定的神經元合成。例如位於下視丘後核的结节乳头核(tuberomammillary nucleus)。神經細胞多向延伸至大腦其他區域與脊椎，因此組織胺可能參與睡眠、荷爾蒙分泌、體溫調節，食慾與記憶形成等功能。
组胺還位於伦霍塞克氏纤维(formatio reticularis) 與前脑胞(telencephalon)中；在週邊部分，組織胺主要儲存在肥大細胞、嗜鹼性粒細胞和腸嗜鉻細胞，会引起癢、打噴嚏、流鼻水等症状。此外組織胺結合到血管平滑肌上的接受器（H1R）導致血管擴張因而產生局部水腫，組織胺會使肺的氣管平滑肌收縮引起呼吸道狹窄進而呼吸困難，腸道平滑肌收縮降低血壓以及增快心率等多項生理反應。

## 毒性
组胺中毒主要发生于沿海地区及有食用海产鱼习惯的地区。当鱼体不新鲜或腐败时，细菌分解鱼体中的组氨酸为组胺，使组胺含量升高，摄入后可以引起过敏型食物中毒。

### 起因
1. 組織胺中毒常發生於已腐敗之鮪魚、鯖魚、鰹魚等鯖魚科魚類，故有時稱為鯖科魚類中毒症（scombrotoxicosis）。這類魚因含血合肉較多，通常又稱為紅肉魚。這些紅肉魚的游離組胺酸含量比較高，一旦鮮度保持不良，受到細菌作用便會轉變成組織胺。再加上人們食用這些魚類的機會比較頻繁，因此發生中毒的機率較高。
2. 鬼頭刀、秋刀魚、沙丁魚等非鯖科魚類亦常發生。
3. 不當的保存（貯放在高於15～20℃ 的環境中）會導致魚表面或腸內細菌繁殖，並將魚肉中的組胺酸轉變成組織胺。此轉變發生在腐敗的初期，無法經由外觀或氣味辦別。
4. 藉由烹煮雖可殺死細菌，但無法消除所產生的組織胺。此外魚肉組織胺含量分布並不均勻，導致有些病患雖食用量少卻中毒症狀更明顯的現象。
5. 開放式的存放空間再加上潮濕，容易使魚體受到腸內細菌污染，在24小時內便足以產生引起中毒的組織胺含量。[2]

### 症狀
在进食不新鲜的鱼、虾等食物后 10 分钟到 2 小时内，組織胺促使血管擴大，出现以下症状：
- 面部、胸部及全身皮肤潮红有热感，全身不适。
- 眼结膜充血并伴有头痛、头晕、恶心、腹痛、腹泻等症状。
- 胸闷、血压下降、心律失常、甚至心脏骤停。
- 有时会出现咽喉灼烧感或出现荨麻疹，个别病人可出现哮喘。

中毒的病人一般体温正常，大多在 1～2 天内恢复健康。

### 治療
臨床上，多注射抗組織胺藥物以減輕症狀。由於人體具有組織胺代謝能力，可以把組織胺代謝成較不具生理作用的產物，即使未經藥物治療，患者在24～48 小時內通常也能自行痊癒。但是老年人或原本健康狀況不佳的人，可能需要住院治療。

### 預防
預防組織胺食品中毒的最佳之道，就是防止魚肉中產生組織胺：
1. 把漁獲物保持在低溫或冷凍狀態，且在良好衛生條件下貯藏魚體，這是防止魚體組織胺產生的關鍵。
2. 漁業從業人員應注意漁獲物的艙內處理，清除魚體污染物，漁船上必須具有良好的冷凍設備。
3. 拍賣時，也要儘量縮短拍賣交易的時間，同時減少受魚市場環境、人員接觸和地面污染的機會。
4. 建立魚類冷凍、冷藏的產銷制度，魚販應該儘量保持環境清潔，以經符合飲用水標準的清水清洗魚貨，做好隔絕或降低污染的措施，並在低溫下保存魚貨。
5. 選擇衛生條件較好的魚販處購買魚貨，並注重保鮮，如果沒有立即食用，就應先放置在冷凍櫃中，魚體解凍到烹煮前的時間不要超過2小時。

調理時的注意事項：
1. 烹調時應先去除內臟（除去內臟的魚體組織胺含量是未除去內臟者的十分之一）。
2. 烹調時溫度要高，時間要長，以防止細菌繼續滋長。

餐飲業應符合相關之衛生規定：對於食品原料來源、處理流程、烹調器具、環境設備等，應確實注意衛生。 外食時要慎選衛生優良的餐廳用餐，更不要吃來路不明的食物。

## 外部連結
- Histamine bound to proteins （页面存档备份，存于） in the PDB